# Heterochthes andamanensis
Heterochthes andamanensis es una especie de coleóptero de la familia Lucanidae.

## Distribución geográfica
Habita en Andaman y Nicobar (India).